# 한국해양소년단연맹
한국해양소년단연맹(韓國海洋少年團聯盟, 영어: Sea Explorers of Korea)은 소년 및 소녀의 해양에 관한 교육훈련을 통하여 해양사상을 고취하고 투철한 국가관과 진취적인 기상을 함양하기 위하여 설립된 특수법인으로 1980년 7월 부산에서 창설된 청소년 단체이다. '청소년에게 해양사상을 고취시켜 해양국가의 국민으로서 긍지를 갖고 바다를 개척할 수 있도록 해양에 관한 교육과 훈련을 통해 기초적인 해양과학지식과 기술을 습득시키는' 목적으로 설립되었다.

## 설립 근거
- 한국해양소년단연맹 육성에 관한 법률 제1조[4]

## 교육목적
충ㆍ효ㆍ예의 건전한 품성을 연마하여 국가가 필요로 하는 청소년상을 정립하며,해양기능 훈련을 통하여 신체단련과 심신을 수련한다.
해양과학ㆍ해운ㆍ항만ㆍ조선ㆍ수산ㆍ해양환경ㆍ해양스포츠 등의 기초지식을 습득케하여 우수한 해양인력 양성에 기여한다.
해양개발 및 관련사업 육성에 대한 국민적 이해증진과 지식보급을 위하여, 청소년의 해양활동을 통해 계몽 선도한다.

## 연혁
- 1962년 12월 7일: "대한소년단" 산하 "해양소년대" 창단
- 1980년 5월 24일: 사단법인 "한국해양소년단연맹" 인가

## 조직

### 총재
- 총회
- 이사회
- 감사
- 자문위원회

#### 중앙연맹
- 기획관리국
- 지도팀

##### 지방연맹
- 서울
- 부산
- 인천
- 울산
- 경기
- 강원
- 중부지역(대전, 충북, 충남, 세종)
- 전북
- 전남동부
- 전남서부
- 경북
- 경남동부
- 경남서부
- 경남남부
- 제주

## 같이 보기
- 청소년적십자
- 한국우주소년단
- 한국청소년연맹
- 한국의 스카우트 운동
- 해양소년단